# Lista de vice-presidentes atuais
Esta é uma lista de vice-presidentes atuais.
Esta é uma lista de vice-presidentes atuais.

## Vice-presidentes atuais
| Estado                 | Vice-presidente         | Vice-presidente         | Partido político | Partido político                              | Início de mandato       | Ref.               |
| ---------------------- | ----------------------- | ----------------------- | ---------------- | --------------------------------------------- | ----------------------- | ------------------ |
| África do Sul          | Paul Mashatile          | Paul Mashatile          |                  | Congresso Nacional Africano                   | 7 de março de 2023      | [ 1 ] [ 1 ]        |
| Angola                 |                         | Esperança da Costa      |                  | MPLA                                          | 15 de setembro de 2022  | [ 2 ] [ 1 ]        |
| Argentina              | Victoria Villarruel     | Victoria Villarruel     |                  | Partido Democrata                             | 10 de dezembro de 2023  | [ 1 ] [ 1 ]        |
| Azerbaijão             | Mehriban Aliyeva        | Mehriban Aliyeva        |                  | Novo Azerbaijão                               | 21 de fevereiro de 2017 | [ 4 ]              |
| Benim                  | Mariam Chabi Talata     | Mariam Chabi Talata     |                  | União Progressista                            | 24 de maio de 2021      | [ 5 ] [ 1 ]        |
| Bolívia                |                         | David Choquehuanca      |                  | Movimento ao Socialismo                       | 8 de novembro de 2020   | [ 6 ] [ 1 ]        |
| Botswana               |                         | Slumber Tsogwane        |                  | Partido Democrático                           | 4 de abril de 2018      | [ 7 ] [ 1 ]        |
| Brasil                 | Geraldo Alckmin         | Geraldo Alckmin         |                  | Partido Socialista Brasileiro                 | 1 de janeiro de 2023    | [ 1 ] [ 1 ]        |
| Bulgária               | Iliana Iotova           | Iliana Iotova           |                  | Partido Socialista                            | 22 de janeiro de 2017   | [ 1 ] [ 1 ]        |
| Burundi                | Prosper Bazombanza      | Prosper Bazombanza      |                  | União pelo Progresso Nacional                 | 23 de junho de 2020     | [ 8 ] [ 1 ]        |
| China                  | Han Zheng               | Han Zheng               |                  | Partido Comunista                             | 10 de março de 2023     | [ 1 ] [ 1 ]        |
| Colômbia               | Francia Márquez         | Francia Márquez         |                  | Soy Porque Somos                              | 7 de agosto de 2022     | [ 9 ] [ 1 ]        |
| Costa Rica             | Stephan Brunner         | Stephan Brunner         |                  | Partido Progresso Social Democrático          | 8 de maio de 2022       | [ 1 ] [ 1 ]        |
| Cuba                   | Salvador Valdés Mesa    | Salvador Valdés Mesa    |                  | Partido Comunista                             | 19 de abril de 2018     | [ 1 ] [ 1 ]        |
| Equador                | Verónica Abad Rojas     | Verónica Abad Rojas     |                  | Ação Democrática Nacional                     | 23 de novembro de 2023  | [ 1 ] [ 1 ]        |
| El Salvador            | Félix Ulloa             | Félix Ulloa             |                  | Novas Ideias                                  | 1 de junho de 2019      | [ 1 ] [ 1 ]        |
| Emirados Árabes Unidos | Mohammed bin Rashid     | Mohammed bin Rashid     | Independente     | Independente                                  | 5 de janeiro de 2006    | [ 1 ] [ 1 ]        |
| Estados Unidos         | Kamala Harris           | Kamala Harris           |                  | Partido Democrata                             | 20 de janeiro de 2021   | [ 10 ] [ 1 ] [ 1 ] |
| Filipinas              | Sara Duterte            | Sara Duterte            |                  | Aliança pela Mudança                          | 30 de junho de 2022     | [ 1 ] [ 1 ]        |
| Gâmbia                 | Muhammad B. S. Jallow   | Muhammad B. S. Jallow   | Independente     | Independente                                  | 24 de fevereiro de 2024 | [ 1 ] [ 1 ]        |
| Gana                   | Mahamudu Bawumia        | Mahamudu Bawumia        |                  | Novo Partido Patriótico                       | 7 de janeiro de 2017    | [ 1 ] [ 1 ]        |
| Guiné Equatorial       | Teodoro Nguema Obiang   | Teodoro Nguema Obiang   |                  | Partido Democrático                           | 22 de junho de 2016     | [ 1 ] [ 1 ]        |
| Guatemala              | Karin Herrera           | Karin Herrera           |                  | Movimento Semente                             | 15 de janeiro de 2024   | [ 1 ] [ 1 ]        |
| Guiana                 |                         | Mark Phillips           |                  | Partido Popular Progressista                  | 2 de agosto de 2020     | [ 1 ] [ 1 ]        |
| Honduras               | Doris Gutiérrez         | Doris Gutiérrez         |                  | Partido Inovação e Unidade                    | 27 de janeiro de 2022   | [ 1 ] [ 1 ]        |
| Índia                  | Jagdeep Dhankhar        | Jagdeep Dhankhar        |                  | Partido do Povo Indiano                       | 11 de agosto de 2022    | [ 1 ] [ 1 ]        |
| Indonésia              | Gibran Rakabuming Raka  | Gibran Rakabuming Raka  | Independente     | Independente                                  | 20 de outubro de 2024   | [ 1 ] [ 1 ]        |
| Irão                   | Mohammad Reza Aref      | Mohammad Reza Aref      | Independente     | Independente                                  | 28 de julho de 2024     | [ 1 ] [ 1 ]        |
| Libéria                | Jeremiah Koung          | Jeremiah Koung          |                  | Partido da Unidade                            | 22 de janeiro de 2024   | [ 1 ] [ 1 ]        |
| Líbia                  | Abdullah al-Lafi        | Abdullah al-Lafi        | Independente     | Independente                                  | 15 de março de 2021     | [ 1 ] [ 1 ]        |
| Malawi                 | Michael Usi             | Michael Usi             | Independente     | Independente                                  | 20 de junho de 2024     | [ 1 ] [ 1 ]        |
| Maldivas               | Hussain Mohamed Latheef | Hussain Mohamed Latheef |                  | Partido Jumhooree                             | 17 de novembro de 2023  | [ 1 ] [ 1 ]        |
| Myanmar                | Soe Win                 | Soe Win                 | Independente     | Independente                                  | 2 de fevereiro de 2021  | [ 11 ] [ 1 ]       |
| Nicarágua              | Rosario Murillo         | Rosario Murillo         |                  | Frente Sandinista                             | 10 de janeiro de 2017   | [ 12 ] [ 13 ]      |
| Nigéria                | Kashim Shettima         | Kashim Shettima         |                  | Congresso de Todos os Progressistas           | 29 de maio de 2023      | [ 14 ] [ 15 ]      |
| Palau                  | Uduch Sengebau Senior   | Uduch Sengebau Senior   | Independente     | Independente                                  | 21 de janeiro de 2021   | [ 16 ] [ 17 ]      |
| Paraguai               | Pedro Alliana           | Pedro Alliana           |                  | Partido Colorado                              | 15 de agosto de 2023    | [ 18 ] [ 19 ]      |
| Quênia                 | Kithure Kindiki         | Kithure Kindiki         |                  | Aliança Democrática Unida                     | 1 de novembro de 2024   | [ 20 ] [ 21 ]      |
| República Dominicana   | Raquel Peña             | Raquel Peña             |                  | Partido Revolucionário Moderno                | 16 de agosto de 2020    | [ 22 ] [ 23 ]      |
| Sudão do Sul           | Riek Machar             | Riek Machar             |                  | Movimento Popular de Libertação               | 21 de fevereiro de 2020 | [ 24 ] [ 25 ]      |
| Sudão                  | Malik Agar              | Malik Agar              |                  | Movimento Popular de Libertação               | 19 de maio de 2023      | [ 26 ] [ 27 ]      |
| Suriname               | Ronnie Brunswijk        | Ronnie Brunswijk        |                  | Partido de Libertação Geral e Desenvolvimento | 16 de julho de 2020     | [ 28 ] [ 29 ]      |
| Suíça                  | Karin Keller-Sutter     | Karin Keller-Sutter     |                  | Partido Liberal Radical                       | 1 de janeiro de 2024    | [ 30 ] [ 31 ]      |
| Turquia                | Cevdet Yılmaz           | Cevdet Yılmaz           |                  | Partido da Justiça e Desenvolvimento          | 4 de junho de 2023      | [ 32 ] [ 33 ]      |
| Uganda                 | Jessica Alupo           | Jessica Alupo           |                  | Movimento de Resistência Nacional             | 21 de junho de 2021     | [ 34 ] [ 35 ]      |
| Uruguai                | Beatriz Argimón         | Beatriz Argimón         |                  | Partido Nacional                              | 1 de março de 2020      | [ 36 ] [ 37 ]      |
| Venezuela              | Delcy Rodríguez         | Delcy Rodríguez         |                  | Movimento Somos Venezuela                     | 14 de junho de 2018     | [ 38 ] [ 39 ]      |
| Vietname               | Võ Thị Ánh Xuân         | Võ Thị Ánh Xuân         |                  | Partido Comunista                             | 6 de abril de 2021      | [ 40 ] [ 41 ]      |
| Zâmbia                 | Mutale Nalumango        | Mutale Nalumango        |                  | Partido Unido                                 | 24 de agosto de 2021    | [ 42 ] [ 43 ]      |
| Zimbabwe               | Constantino Chiwenga    | Constantino Chiwenga    |                  | União Nacional Africana                       | 28 de dezembro de 2017  | [ 44 ] [ 45 ]      |